# Martina Balážová
Martina Balážová (* 2. prosince 1982 Poprad) je česká herečka.
Studovala na Prešovské univerzitě v Prešově a poté na DAMU v Praze. Od roku 2008 působí na volné noze jako členka několika pražských divadelních souborů. V roce 2014 spoluzaložila spolek ArtWay, který vede. Od roku 2014 se aktivně věnuje i divadelní produkci a autorské tvorbě. Od roku 2017 působí nejvíce na scéně Divadla Kolowrat.

## Divadlo
- Franz Kafka / Jan Grossman: Proces, role: Grubachová, Pradlena, Ředitel, Holčička.
- Moliere / Daria Ullrichová: Don Juan, role: Karlička, žebračka
- Josef Topol: Hodina lásky, role: Teti
- David Lodge: Bez zábran, role: Fanny Tarrantová
- William Shakespeare: Macbeth, role: Lady Macbeth, Čarodějnice, Lady Macduff, Setník
- Karel Čapek: Věc Makropulos, role: Emilia Marty
- Nikolaj Vasiljevič Gogol: Ženitba, role: Tekla
- Arnošt Lustig: Nemilovaná, role: Perla Sch.
- August Strindberg: Slečna Julie, role: Kristina
- Ivana Gibová: Borderline, role: Ona
- William Shakespeare: Zkrocení zlé ženy, role: Kateřina
- Molière: Tartuffe, role: Elmíra
- Karel Čapek: Jak se dělá divadlo, role: Kaťuše, herečka
- Jan Kosek: Policejní prezident, aneb inspektor Smith zasahuje, role: Daniela
- Martina Balážová / Marcela Magdová: Ženská epopej, role: Anna Muchová, Sarah Bernhardt, Marie Chytilová, Amálie Malá
- Jan Kopecký: Hra o hvězdě betlémské, role: Smrt, Král ze Sáby
- Miroslav Horníček: Dva muži v šachu, role: Bianca
- Anton Pavlovič Čechov: Tři komedie v jeden večer, role: Tamara Popovová, Natajla Stěpanovna
- Jana Micenková: Nekrogames, role: Klára, Martina
- Joanna Gerigk: Mandl, role: Kukačka
- Hans Christian Andersen: Pasáček vepřů, role: princezna Anička
- Karel Čapek: Pošťácká pohádka, role: Mařenka, skřítek, paní na poště
- Julius Zeyer: Radúz a Mahulena, role: Runa, Nyola
- František Zacharník: Gordický uzel, role: Florida
- Jeanne-Marie Leprince de Beaumont: Panna a netvor, role: Gábinka

## Autorské hry
- Ženská epopej
- Ve stínu Rodina
- Bujón pro Chopina

## Film a TV
- Konvalinky. Režie: Zuzana Mariánková, r. 2013
- Červená, zelená, modrá. Režie: Jakub Havlíček, r. 2013
- Trýzeň. Režie: Jakub Sládek, r. 2013
- Nedokončená vec. Režie: Michal Kováč, r. 2015
- Ordinace v růžové zahradě II. Režie: Marián Kleis ml., Magdalena Pivoňková, r. 2014, role Lauřina matka
- Ordinace v růžové zahradě II. Režie: Jaroslav Fuit, r. 2016, role: Marta Hlaváčková
- Ordinace v růžové zahradě II. Režie: Marián Kleis ml., r. 2017, role: Marta Hlaváčková
- Modrý kód. Režie: Libor Kodad, r. 2017, role: Blanka Junková
- Nemocnica. Režie: Ján Novák, r. 2025, role: Ilona